# The Crossing (serie televisiva)
The Crossing è una serie televisiva statunitense della ABC.
La serie ha debuttato il 2 aprile 2018. Il primo episodio è stato anche distribuito in anteprima il 20 marzo 2018 sul sito della rete. L'11 maggio 2018, la serie è stata cancellata dopo una sola stagione.
In Italia è stata pubblicata su Prime Video dal 27 aprile al 6 luglio 2018.

## Trama
Alcuni rifugiati in fuga da una guerra iniziano a cercare asilo in una città americana, ma sostengono di essere originari dell'America, 180 anni nel futuro. Inoltre, almeno uno dei rifugiati esibisce poteri apparentemente sovrumani che lo rendono una minaccia.

## Episodi
| Stagione       | Episodi | Prima TV USA | Pubblicazione Italia |
| -------------- | ------- | ------------ | -------------------- |
| Prima stagione | 11      | 2018         | 2018                 |

## Personaggi e interpreti
- Jude Ellis[7], interpretato da Steve Zahn
- Reece[8], interpretata da Natalie Martinez
- Agente Emma Ren[9], interpretata da Sandrine Holt
- Marshall, interpretato da Tommy Bastow
- Paul[10], interpretato da Rob Campbell
- Nestor Rosario, interpretato da Rick Gomez
- Caleb, interpretato da Marcuis W. Harris
- Roy Aronson, interpretato da Grant Harvey
- Craig Lindauer, interpretato da Jay Karnes
- Rebecca[11], interpretata da Simone Kessell
- Hannah[12], interpretata da Kelley Missal
- Bryce Foster, interpretato da Luc Roderique
- Leah[13], interpretata da Bailey Skodje
- Will, interpretato da John D'Leo
- Dott.ssa Sophie Forbin[14], interpretata da Georgina Haig

## Accoglienza
Sull'aggregatore di recensioni Rotten Tomatoes ha un indice di gradimento del 75% con un voto medio di 6,1 su 10, basato su 12 recensioni. Su Metacritic, invece, ha un punteggio di 58 su 100, basato su 11 recensioni.